# Jan Grudzień
Jan Grudzień (ur. 29 września 1894 w Sieciechowie, zm. 7 października 1936 w Warszawie) – major dyplomowany piechoty Wojska Polskiego.

## Życiorys
Urodził się 29 września 1894 roku w Sieciechowie. W dzieciństwie został sierotą. Kształcił się w Rosji. W 1914 roku złożył maturę i rozpoczął studia na Wydziale Prawa Uniwersytetu Petersburskiego . 
W 1915 roku został powołany do armii rosyjskiej. W następnym roku został skierowany do szkoły oficerskiej, którą po kilku miesiącach ukończył. Na froncie dowodził plutonem, a następnie kompanią karabinów maszynowych. W czasie walk był ranny i kontuzjowany. W 1917 roku wstąpił do I Korpusu Polskiego w Rosji. Został dowódcą plutonu karabinów maszynowych w Legii Rycerskiej . 
W listopadzie 1918 roku został przyjęty do Wojska Polskiego i przydzielony do Dowództwa Okręgu Generalnego „Kielce” na stanowisko szefa wydziału. W czasie wojny z bolszewikami pełnił służbę w sztabach: Frontu Litewsko-Białoruskiego, Grupy Operacyjnej Jazdy na stanowisku szefa Oddziału I i Grupy „Dolnej Wisły”. W drugiej połowie 1920 roku został przeniesiony do 6 pułku piechoty Legionów na stanowisko dowódcy kompanii karabinów maszynowych. Następnie pełnił w tym pułku obowiązki dowódcy batalionu . 
1 czerwca 1921 roku pełnił służbę w Oddziale I Sztabu Ministerstwa Spraw Wojskowych, a jego oddziałem macierzystym był 6 pułk piechoty Legionów. 14 listopada 1921 roku został przydzielony do Wyższej Szkoły Wojennej w Warszawie, w charakterze słuchacza Kursu Normalnego 1921–1923. 3 maja 1922 roku został zweryfikowany w stopniu kapitana ze starszeństwem z dniem 1 czerwca 1919 roku i 1805. lokatą w korpusie oficerów piechoty, a jego oddziałem macierzystym był nadal 6 pułk piechoty Legionów. Z dniem 1 października 1923 roku, po ukończeniu kursu i otrzymaniu dyplomu naukowego oficera Sztabu Generalnego, został przydzielony do Dowództwa Okręgu Korpusu Nr II w Lublinie. W marcu 1924 roku został przydzielony do Oddziału II SG w Warszawie na stanowisko referenta. 8 grudnia 1926 roku został mianowany pomocnikiem attaché wojskowego przy Poselstwie RP w Moskwie. W grudniu 1929 roku, po powrocie do kraju, został przeniesiony do 26 pułku piechoty we Lwowie na stanowisko pełniącego obowiązki dowódcy batalionu. 27 stycznia 1930 roku został mianowany majorem ze starszeństwem z dniem 1 stycznia 1930 roku i 89. lokatą w korpusie oficerów piechoty. W marcu 1931 roku został przydzielony do 28 Dywizji Piechoty w Warszawie na stanowisko szefa sztabu. Z dniem 1 października 1932 roku został oddany do dyspozycji szefa Sztabu Głównego. W grudniu 1933 roku został przeniesiony na stanowisko attaché wojskowego przy Poselstwie RP w Belgradzie.
Zmarł 7 października 1936 roku w Szpitalu Ujazdowskim w Warszawie. Trzy dni później został pochowany na Cmentarzu Wojskowym na Powązkach (kwatera A19-7-25) . Pośmiertnie został mianowany na stopień podpułkownika ze starszeństwem z 19 marca 1937 roku w korpusie oficerów piechoty.

## Ordery i odznaczenia
- Krzyż Walecznych[27]
- Srebrny Krzyż Zasługi (10 listopada 1928)[28][27]
- Krzyż Komandorski z Gwiazdą Orderu Świętego Sawy (Jugosławia)[2]
- Krzyż Oficerski Orderu Korony Rumunii (Rumunia)[29]